# Aengus I Goibnenn
Aengus I Goibnenn lub Aengus I Gaibne („Kowal”) – legendarny król Ulaidu z dynastii Milezjan (linia Ira, syna Mileda) w latach 222-230, przodek dynastii Dál nAraidi, syn Fergusa Gallena, syna Tibraide’a Tirecha, króla Ulaidu.
Informacje o jego rządach z Emain Macha w Ulaidzie czerpiemy ze źródeł średniowiecznych. W „Laud 610”, manuskrypcie z XV w., zanotowano na jego temat: "Óengus Gobnen[n] m[ac] Ferg[u]sa Gal[aig] .iiii. blī[adn]a" (fol. 107 b 13), zaś w „Rawlinson B 502” (XII w.) "Óengus Goibnenn m[ac] Ferg[us]a Gal[aig] .iiii. b[liadna]" (faksym. 157). Zastosowano w tekście abrewiację. Prawdopodobnie zapisano tam błędnie małymi literami rzymską cyfrę IIII (cztery), zamiast VIII (osiem). Błędnie także umieszczono go na liście królów Ulaidu po Aengusie Finnie, zamiast po dziadku Tibraide Tirechu. Od niego wywodzi się ród O’Gaibnaig (zanglizowane Gowan, MacGowan, O’Gowan, Gibney, Smythe, Smith, etc.). Pozostawił po sobie syna i następcę na tronie, Fiachę Araide, eponima Dál nAraidi.